# Engelbert Zaschka
Engelbert Zaschka (ur. 1 września 1895 we Fryburgu Bryzgowijskim, zm. 26 czerwca 1955 tamże) – niemiecki konstruktor i wynalazca.

## Życiorys
W latach 1921-25 kierowany przez niego zespół konstruktorów wytwarzał cieszące się uznaniem motocykle Orionette z dwusuwowymi silnikami o pojemnościach: 129 cm³, 137 cm³, 148 cm³ i 346 cm³ z dwu- i trzybiegowymi skrzyniami biegów. Była to podówczas najbardziej licząca się fabryka motocykli w Berlinie. Dział konstrukcyjny kierowany przez Zaschkę opracował też silnik o interesującej konstrukcji "Systemu Zaschka": był on jednocześnie dwu- i czterosuwem, oprócz zaworu w cylindrze wyposażonym w zawór w komorze wału korbowego. Zawory w silnikach Zaschki otwierane i zamykane były desmodromicznie, odmiennie niż w większości dzisiejszych konstrukcji, w których zawory zamykane są przez sprężynę. Jeden z pierwszych konstruktorów helikopterów, pierwszy taki pojazd stworzył w 1927 roku. W 1929 roku w Berlinie zaprezentował składany samochód. Ten lekki trójkołowy pojazd mogła rozłożyć jedna osoba w czasie 20 minut. Pomysł taki zrodził się wobec narastającego w Berlinie problemu z brakiem miejsc do parkowania. W 1934 roku opatentował i skonstruował prototyp samolotu napędzanego siłą mięśni ludzkich. W tym samym roku opatentował przenośną elektrownię, napędzaną siłą mięśni ludzkich.